# Summertime (canção de George Gershwin)

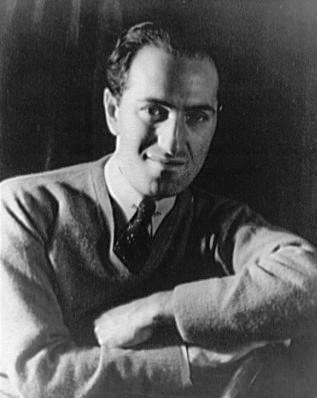
George Gershwin, 28 March 1937

"Summertime" é uma ária do compositor americano George Gershwin, de sua ópera Porgy and Bess, de 1935. A letra é de DuBose Heyward, autor do romance Porgy no qual a ópera se baseou, embora a canção também seja co-creditada a Ira Gershwin pela ASCAP.
A obra logo se tornou um jazz standard muito popular e gravado com muita frequência, descrito como "sem dúvida... uma das melhores canções que o autor já fez... a composição altamente evocativa de Gershwin mistura elementos de jazz e os estilos das canções afro-americanas do sudeste dos Estados Unidos do início do século XX." O compositor e letrista americano Stephen Sondheim descreveu as letras de Heyward para "Summertime" e "My Man's Gone Now" como "as melhores do teatro musical". A canção foi reconhecida como uma das canções com mais covers na história da música gravada, com mais de 38.100 versões gravadas por grupos e artistas solo.
Gershwin declarou que essa música foi baseada em uma canção ucraniana de ninar, Oi Khodyt Son Kolo Vikon (Um Sonho Passa Pela Janela), que ele teria ouvido numa apresentação na cidade de Nova Iorque de Oleksander Koshetz, no Coral Nacional Ucraniano.[carece de fontes?]